# Cvety zapozdalye
Cvety zapozdalye (Цветы запоздалые) è un film del 1970 diretto da Abram Matveevič Room.

## Soggetto
Tratto dal racconto Fiori tardivi di Anton Čechov